# Leea simplicifolia
Leea simplicifolia är en vinväxtart som beskrevs av Zoll. & Mor.. Leea simplicifolia ingår i släktet Leea och familjen vinväxter. Inga underarter finns listade i Catalogue of Life.